# سأمنحك حلما
سأمنحك حلماً (باليابانية: 夢を与える) (بالروماجي: Yume wo Ataeru) دراما يابانية مقتبسة من رواية للكاتبة ريسا واتايا، ومن إخراج إيشان إيندو، عرضت في 16 مايو 2015 على قناة وائووائو اليابانية.

## القصة
تدور أحداث القصة حول عائلة آبي المكونة من ثلاثة أفراد. تتغير حياة العائلة عندما تتقدم ابنتهم (يوكو آبي) لخوض تجربة أداء إعلان لأحد الشركات. تعرض الدراما مدى تأثير الوسط الفني على أفراد هذه العائلة.

## الممثلون
- نانا كوماتسو بدور يوكو آبي.[3]
- رينكو كيكوتشي بدور ميكوكو آبي.
- كانون تاني بدور يوكو آبي (الطفلة).
- اوداغيري جو بدور مورانو.
- تاسوكو ناغوكا بدور أوكيشيما.
- شينغو أوتا بدور ماتسودا.
- كاهو بدور ميهاني.
- كازويوكي آسانو بدور جينتارو مآساو.

## روابط خارجية
- سأمنحك حلما على موقع ليتربوكسد (الإنجليزية)
- سأمنحك حلما على موقع قاعدة بيانات الفيلم (الإنجليزية)